# Клевцов, Иван Васильевич
Ива́н Васи́льевич Клевцов (1923—1999) — генерал-майор Советской Армии, участник Великой Отечественной войны, Герой Советского Союза (1946).

## Биография
Иван Клевцов родился 19 января 1923 года в деревне Ласточкино (ныне — Алнашский район Удмуртии). Окончил школу-семилетку, после чего учился в Сарапульском кооперативном техникуме, одновременно занимался в аэроклубе. В апреле 1940 года Клевцов был призван на службу в Рабоче-крестьянскую Красную Армию. В 1942 году он окончил Балашовскую военную авиационную школу пилотов. С осени того же года — на фронтах Великой Отечественной войны. Принимал участие в боях на Калининском, Волховском, Западном и 2-м Украинском фронтах. 14 августа 1943 года был сбит, но через две недели сумел выйти к своим.
К февралю 1945 года гвардии лейтенант Иван Клевцов был заместителем командира эскадрильи 131-го гвардейского штурмового авиаполка 7-й гвардейской штурмовой авиадивизии 3-го гвардейского штурмового авиационного корпуса 5-й воздушной армии 2-го Украинского фронта. К тому времени он совершил 132 боевых вылета на воздушную разведку, фотографирование и бомбардировки скоплений боевой техники и живой силы противника, его важных объектов. В результате действий Клевцова вражеские войска понесли большие потери.
Указом Президиума Верховного Совета СССР от 15 мая 1946 года за «отличное выполнение заданий командования, проявленные при этом мужество и отвагу» гвардии лейтенант Иван Клевцов был удостоен высокого звания Героя Советского Союза с вручением ордена Ленина и медали «Золотая Звезда» за номером 9020.
Всего за время своего участия в боях Клевцов совершил 186 боевых вылетов. Участвовал в Параде Победы. Продолжал службу в Советской Армии. В 1947 году он окончил Высшие офицерские лётно-тактические курсы, позднее — командный факультет Военно-воздушной академии. В 1979 году в звании генерал-майора Клевцов вышел в отставку. Проживал в Москве. 
Умер 10 июня 1999 года, похоронен на Троекуровском кладбище Москвы.
Был также награждён двумя орденами Красного Знамени, орденом Александра Невского, двумя орденами Отечественной войны 1-й степени, орденами Отечественной войны 2-й степени, Красной Звезды, «За службу Родине в Вооружённых Силах СССР» 3-й степени, рядом медалей и иностранных наград.